# 이채원 (스키 선수)
이채원(李采洹, 1981년 4월 7일~)은 대한민국의 여자 크로스컨트리 스키 선수이다.
강원도 평창군 출신이며, 중학교 1학년 때 크로스컨트리 스키를 시작하여 대화고등학교 재학시절 이미 국가대표로 선발되어 태극마크를 달고 각종 국제 대회에 15년 이상 출전해 오고 있다. 동계 체전에서 4관왕만 6차례를 기록하는 등 동계 체전 역사상 개인 통산 최다 금메달 기록(45개)을 세워 대한민국 여자 크로스컨트리 분야에서 최고의 기량을 갖춘 선수로 활약해 오고 있다.
2002년 동계 올림픽부터 동계 올림픽에 계속에 참가하는 등 수많은 국제 대회에 참가했으며, 2011년 카자흐스탄의 알마티에서 열린 동계 아시안 게임 크로스컨트리 스키 여자 10 킬로미터 프리스타일 경기에서 6번의 랩타임 모두 1위를 유지하며 카자흐스탄, 일본의 강호들을 제치고 금메달을 획득, 대한민국의 크로스컨트리 스키 선수로는 사상 처음으로 국제 대회에서 우승하는 기염을 토하였다.